# Usa Miharu
Usa Miharu (羽咲 みはる (Vũ-Tiếu Mĩ-Tình) 3 tháng 3 năm 1992 –) là một nữ diễn viên khiêu dâm người Nhật Bản. Cô thuộc về công ti T-Powers.

## Sự nghiệp
Tháng 4/2016, cô ra mắt ngành phim khiêu dâm với phim "Discovery Usa Miharu" từ nhà sản xuất phim khiêu dâm MUTEKI.
Từ tháng 6/2016, cô trở thành nữ diễn viên độc quyền của S1.
1/12/2016, cô tham gia Ebisu ★ Muscats với tư cách là thành viên thế hệ thứ 3.
23/4/2017, cô nhận giải Nữ diễn viên mới xuất sắc nhất tại Giải thưởng phim người lớn DMM.R18 2017.
Tháng 8/2021,cô xếp thứ 19 trong "Bảng xếp hạng FLASH 2021 diễn viên nữ gợi cảm chọn bởi 300 độc giả".
12/12/2021, một buổi độc diễn được tổ chức tại Sangenjaya Grapefruit Moon ở Tokyo để kỉ niệm 5 năm ra mắt album cover "Miharumu" của cô.
14/3/2022, buổi độc diễn "Spring ♡ Miharumu" của cô được tổ chức tại Sangenjaya Grapefruit Moon ở Tokyo.
9/7/2022, sau thông báo toàn bộ thành viên hiện tại của Ebisu Muscats sẽ tốt nghiệp, một buổi phát trực tiếp cuối cùng được xếp lịch vào ngày 13/8/2022, và cô thông báo trên Twitter cô sẽ rời ngành phim khiêu dâm. Lí do giải nghệ của cô là các hoạt động của Ebisu Muscats và hoạt động với tư cách là nữ diễn viên phim khiêu dâm cân bằng cô, và cô viết rằng cô không có lựa chọn để chỉ làm tiếp 1 trong số chúng. Thêm vào đó, các hoạt động giải trí như chụp ánh áo tắm sẽ được tiếp tục.
13/8/2022, tất cả thành viên Ebisu Muscats, bao gồm Miharu, tốt nghiệp nhóm tại "Lễ tốt nghiệp Ebisu Muscats thế hệ thứ hai giữa mùa hè" được tổ chức tại Yebisu Garden Place ở Tokyo. Ngoài ra, vào cùng ngày buổi phát trực tiếp cuối cùng của cô, một kênh YouTube "羽咲みはるの「うさちゃん。」 ("Usa-chan" bởi Usa Miharu"). Ngày 1/12 cùng năm, cô tham gia "Buổi thử giọng công khai diễn viên lồng tiếng nhân vật Crimson Yōma Taisen mới" của DMM GAMES.
Cô có kế hoạch ra mắt solo với tư cách ca sĩ vào tháng 1/2023. Một buổi độc diễn trực tiếp đã được tổ chức vào ngày 30/1.

## Đời tư
Lần quan hệ tình dục đầu tiên của cô là với bạn trai vào năm 17 tuổi. Cô không có bạn trai khi làm idol.
Mặc dù cô là một cựu idol, cô nói rằng cô không được biết đến nhiều vào thời điểm đó và được biết đến nhiều hơn sau khi ra mắt ngành phim khiêu dâm. Cô sau đó tham gia Ebisu ★ Muscats và bắt đầu lại các hoạt động như một idol.
Vì chứng sa dạ dày, cô thay đổi hình dáng cơ thể giữa các cảnh quay chỉ vì uống nước. Cô nói rằng cỡ ngực và màu quầng vú cũng thay đổi tùy theo tình trạng vật lí và nhiệt độ.
Cô nói rằng cô là một "Disney Gachi", là người sẽ đến Disneyland mỗi ngày nếu có thời gian.
Vào tháng 10/2021, kênh YouTube chính thức của Ebisu Muscats nói về sự biến mất của cô trong thời kì cô là người mẫu kiểu gyaru, thời cô làm idol, những sự thật đằng sau việc cô ra mắt ngành phim khiêu dâm, v.v.